# Damián Villar

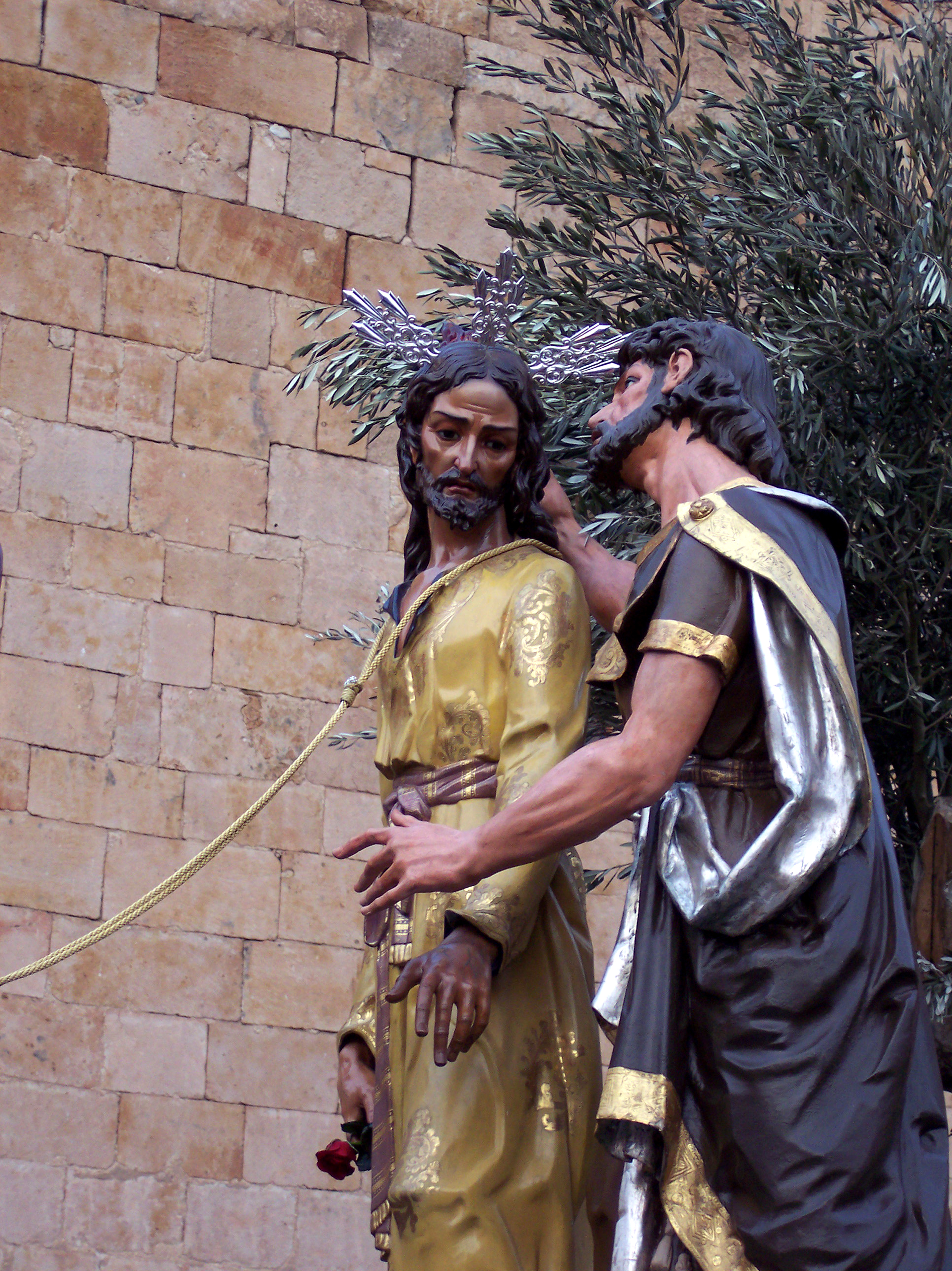
El Prendimiento, de 1947, para la Seráfica Hermandad de Nazarenos del Stmo. Cristo de la Agonía de Salamanca.

Damián Villar (Salamanca, 1917-2003), escultor e imaginero español.

## Reseña biográfica
Estudia en Salamanca y posteriormente en Madrid, becado por la Diputación de Salamanca, en la Escuela de Bellas de Artes, beca que cede al también escultor salmantino Venancio Blanco para tomar en posesión la plaza de profesor de talla en madera en la Escuela de Artes y Oficios de Granada. En la década de 1950 se traslada a Salamanca, donde residirá el resto de su vida y desarrollará la mayoría de su producción artística.

## Obra

### Pasos de Semana Santa
Gran parte de su obra, y por la que sin duda es más recordado, es la religiosa, concretamente la imaginería. Se le considera miembro de la escuela de imaginería de Salamanca junto a Inocencio Soriano Montagut y Francisco González Macías. De entre sus obras destacan para la Semana Santa Salmantina sus pasos procesionales:
- Nuestro Padre Jesús de la Pasión, 1945 para la Hermandad Dominicana, en la Iglesia del Convento de San Esteban de Salamanca.
- Nuestro Padre Jesús en su Prendimiento, 1947, que consta de 5 imágenes para la Seráfica Hermandad de Nazarenos del Stmo. Cristo de la Agonía, en la Iglesia de las Úrsulas de Salamanca.
- Virgen de la Esperanza, 1952, para la Hermandad Dominicana en la Iglesia del Convento de San Esteban de Salamanca.
- Cristo del Perdón, 1959, para la Hermandad de N.P. Jesús del Perdón, actualmente bajo la advocación de Cristo de la Agonía de la Seráfica Hermandad, en la Iglesia de las Úrsulas de Salamanca.

### Obra religiosa
- Cristo en Marfil.
- San Marcos, relieve neorománico para la Iglesia de San Marcos, Salamanca. (Actualmente en la casa parroquial).
- Virgen de la Peña de Francia, Convento de San Esteban, Salamanca.
- Relieve de la Virgen de la Vega en la Gran Vía, Salamanca.
- Virgen del Carmen.
- Crucificado del Seminario de Calatrava, Salamanca.
- Vía Crucis de la iglesia de María Auxiliadora, Salamanca.
- Sagrado Corazón de Jesús, Macotera (Salamanca).
- Inmaculado Corazón de María, Macotera (Salamanca).

### Obra Civil
Fue seleccionado para trabajar en el Valle de los Caídos junto a figuras tan señaladas como Juan de Ávalos, donde realizó la puerta principal de la Abadía, en bronce, representando el Apocalipsis. En Salamanca realizó numerosas obras urbanas y bajorrelieves como los del Hotel Monterrey o los medallones dedicados a Juan Vázquez de Coronado  en la Plaza Mayor.

## Enlaces
- Datos: Q5797865